# 魔塔
《魔塔》（又译作）是由日本Caravan Software设计师渡部直制作，发行于1996年的一款应用于PC-9801与MS-DOS操作系统的解谜类電子角色扮演遊戲。本游戏于1998年推出第三方Windows 95移植版。
魔塔是所有魔塔游戏的始祖。

## 剧情提要
玩家操作的勇者手持神剑和神盾进入魔塔，以拯救被囚禁于塔内的公主。刚进入塔中不久，魔塔的副首领，魔导师芝诺出现，击倒勇者，夺走勇者的装备，并将勇者关入牢房。在同室的盗贼的帮助下，勇者逃出牢房，一步步拾级而上，夺回武器，击败拦路的敌人，并逐渐察觉芝诺的阴谋。最终勇者历尽千辛万苦到达塔顶，阴谋终于浮出水面。
原来公主和魔塔名义上的首领大魔导师都是魔法傀儡，而芝诺才是魔塔真正的首领。勇者手中有神剑，芝诺手中有全能之杖。当两件神器的力量合而为一时，将能得到伟大的智慧。为了达到这个目的，需要一位能充分发挥神剑力量的战士。然而，勇者的力量不足以驾驭神剑。为此，芝诺设计了公主被关在魔塔的圈套，传出假消息，引诱勇者前来，并伪装成盗贼，帮助勇者成长。最后，他将亲自击碎神剑，夺取勇者的力量，并获得伟大的智慧。
在两人激烈的战斗中，魔塔轰然倒塌……

## 游戏方式

### 按键操作
- 数字键盘的2、4、6、8键和方向键上下左右用来控制行走方向
- 回车键和空格键用来打开游戏菜单
- Esc键用来退出游戏菜单
- Help键用来隐藏游戏画面，显示DOS命令行画面；在命令行画面下按任意键回到游戏画面
- Stop键用来退出游戏，返回DOS界面
- Shift键用来切换高速模式和标准模式。在高速模式下，角色的移动速度、上下楼动画速度以及对话框弹出动画速度将变为标准模式的2倍

### 游戏规则
魔塔中，玩家以俯瞰的视角看到勇者所在楼层的全貌。
迷宫中有四种不同颜色的门，其中三种（黄、紫、红）需要用对应颜色的钥匙来打开，而最后一种（靛青）是事件门，通常需要靠击败特定的敌人来打开。钥匙散落于迷宫的各处，也有很多位于某种颜色的门后。黄色的钥匙可以卖给迷宫中的一位商人来换钱。
为了前进与登上高层，玩家需要击败敌人。勇者与敌人轮流攻击，由勇者先攻。攻击伤害是简单的减法，攻击方的攻击力减去防御方的防御力。如果勇者的攻击力低于敌人的防御力，勇者就不能与该敌人战斗；如果勇者的防御力高于敌人的攻击力，敌人就不能伤害勇者。然而，某些特殊的敌人会在勇者与他毗邻时攻击勇者，其中一些甚至一次攻击即可使勇者生命力减半；有些敌人则会在攻击勇者时恢复生命力。
魔塔的每十层会有一个头目。击败头目后，一位妖精会对玩家目前除金钱以外的数值进行评定，打出一个综合分数，并对玩家之后攻略的难度作出估计。之后，玩家可以登上更高层。
勇者击败敌人后会获得金钱。不过，金钱有9990的上限。金钱可以在祭坛消费，提升勇者生命力、攻击力或防御力，每提升一次消费会增加。金钱也可以用来在迷宫中的商人处购买钥匙或特殊物品。
迷宫中散落了红蓝两种颜色的恢复药、红色的力量水晶和蓝色的防御水晶。恢复药可以增加勇者的生命力，蓝色的比红色的更高效。不过，勇者的生命力有9990的上限。力量水晶提升勇者的攻击力，防御水晶提升防御力。不过，勇者的攻击力和防御力各有990的上限。
玩家在夺回神剑与神盾之前，需要使用迷宫中其他的剑与盾牌。它们分别提升勇者的攻击力与防御力。勇者获得更高级的装备不会使之前的装备提升的攻击力或防御力失效。
游戏中可以收集到多种特殊物品。有些物品是一次性的消耗品；有些可以反复使用；有些只能在特定条件下使用；有些会使勇者攻击特定敌人时勇者的攻击力以二倍计算。
因为迷宫和敌人能力是固定的，游戏没有任何变数，所以魔塔的通关完全依靠玩家的计算。玩家需要控制血量，获得足够的攻击力与防御力，控制钥匙的数量，得到特殊物品来帮助勇者前进，还需要解开特定的谜题和提防陷阱。

## 历史
魔塔的开发从1994年开始，历时两年。软件使用C语言和汇编语言编程。开发商声称这款游戏攻克了286CPU画面刷新率每秒60帧的难题。
1997年，日本人小泽泰雅修改魔塔，开发出魔塔Jr.，大幅简化游戏难度。
1998年，日本人小泽茂昌与小泽泰雅联手，化名，利用Delphi将两款游戏移植到Windows 95，并将魔塔翻译成英文。
移植版较原版有诸多不同：
- 移除了玩家生命力和金钱9990、攻击力和防御力990的上限
- 妖精的评分计入不同层数的评分排行榜
- 修改了部分非解谜区域的迷宫地形
- 大章鱼从整体视作一个敌人修改为每格视作一个敌人，共九个，但是击败眼睛所在的部分还是会使其他部分消失
- 在与金骑士的战斗事件中由金骑士一方先攻
- 修改了部分特殊物品的使用条件或使用效果
- 增加了一个复盘系统。玩家通关一次后将可以继承之前除金钱以外的数值重新游戏。复盘时游戏界面会变成红色，每复盘一次迷宫中所有的数值都会变成之前的44倍，勇士最初被芝诺击倒后不再丢失数值。复盘时玩家可以在塔顶挑战芝诺并击败他。

2001年，开发出魔塔的Java版，可从英语和日语中选择一种语言进行游戏。
2004年，二人开发出魔塔、魔塔Jr.和魔塔英文版的Windows「3D」版。这个版本除了画面变成立体以外，还加入了记录玩家行动轨迹的功能。